# Strauchbufo raddei
Strauchbufo raddei es una especie de anfibio anuro de la familia Bufonidae y única representante del género Strauchbufo.

## Distribución geográfica y hábitat
Se distribuye por el nornoreste de China, Corea del Norte, sursudeste de Siberia y este de Mongolia. Su rango altitudinal oscila entre 600 y 2700 m s. n. m..